# سیلوانا (غذا)
سیلوانا (انگلیسی: Silvana) یک نوع دسر فیلیپینی است. این دسر نوعی کلوچه فریز شده‌است که از کرم کره که مابین دو لایه از مرنگ با طعم بادام هندی قرار گرفته تشکیل شده‌است. این کیک بسیار شبیه به نوعی کیک فیلیپینی به نام  سنز ریوال است اما به شکل کلوچه تهیه می‌شود